# 真岡市
真岡市（日语：／ Mooka shi */?）是栃木縣東南部的一市。與台灣雲林縣斗六市為姐妹友好城市。

## 地理
- 山: 根本山、磯山
- 河川: 鬼怒川、五行川、小貝川

### 鄰接的自治區
- 宇都宮市、小山市、下野市
- 芳賀郡：芳賀町、市貝町、益子町
- 河內郡：上三川町
- 茨城縣：築西市、櫻川市

## 历史
- 旧石器時代：磯山遺跡
- 繩文時代：市內各所皆有遺跡。
- 弥生時代：可見多數的集落遺跡和土器散布地。
- 古墳時代：瓢箪塚古墳、稲荷山古墳、雞塚古墳
- 奈良時代：中村廢寺（倉庫址目前出土尚無廢寺）、大內廢寺、以及中村地区有条里制遺構。
- 鎌倉時代：中村城跡（現遍照寺、方形的土壘・堀地可見）
- 室町時代：宇都宮氏的家臣芳賀氏之封地。
- 安土桃山時代：
- 江戶時代：
- 明治時代：設置郡役所。末年下館真岡間有鐵道敷設。
- 大正時代：鐵道延伸至茂木。
- 昭和時代：二戰中、市街地南部的疎開企業有日本蓄音機（コロムビア）出貨。29年3月，真岡町、山前村、大内村、中村一町三村合併。同年10月更名為真岡市。

## 文化

### 媒體
FM真岡為真岡市第一間電台，也是日本目前為止開播時間最晚的超短波（FM）廣播電台。

## 外部連結
- （日語）真岡市 （页面存档备份，存于）（官方网站）